# São Lourenço
São Lourenço là một đô thị thuộc bang Minas Gerais, Brasil. Đô thị này có diện tích 57,2 km², dân số năm 2007 là 40441 người, mật độ 583,3 người/km².